# San Nicolás del Bosque
San Nicolás del Bosque är en ort i Mexiko.   Den ligger i kommunen Cerritos och delstaten San Luis Potosí, i den centrala delen av landet, 400 km norr om huvudstaden Mexico City. San Nicolás del Bosque ligger 1 375 meter över havet och antalet invånare är 144.
Terrängen runt San Nicolás del Bosque är huvudsakligen kuperad, men den allra närmaste omgivningen är platt. Runt San Nicolás del Bosque är det glesbefolkat, med 14 invånare per kvadratkilometer. Närmaste större samhälle är Cerritos, 13,1 km sydväst om San Nicolás del Bosque. Trakten runt San Nicolás del Bosque består i huvudsak av gräsmarker.